# Helius polionotus
Helius polionotus är en tvåvingeart som beskrevs av Alexander 1938. Helius polionotus ingår i släktet Helius och familjen småharkrankar. Inga underarter finns listade i Catalogue of Life.